# Kyrktjärnarna, Västerbotten
Kyrktjärnarna är en sjö i Skellefteå kommun i Västerbotten och ingår i Rickleåns huvudavrinningsområde.